# Митенков, Алексей Иванович
Алексей Иванович Митенков (18 октября 1909 — 14 июня 1978) — советский военачальник, генерал-лейтенант авиации (1953).

## Биография
Родился Алексей Иванович Митенков в 1909 году в Санкт-Петербурге.
В 1931 году вступил в РККА. В 1932 году окончил 1-ю военную школу летчиков им. А. Ф. Мясникова (Кача), и был оставлен в ней инструктором. В той же школе командовал звеном, авиаотрядом, эскадрильей. В 1937 году первым в училище освоил пилотаж на И-16. В 1938 году — председатель комиссии по переработке Курса учебно-летной подготовки (КУЛПа), части III и IV. За годы работы инструктором обучил 1039 курсантов.
В сентябре 1939 года назначен помощник командира авиационной бригады, участвовал в Польском походе РККА, с 1940 года — заместитель командира авиационной дивизии, участник освобождения Бессарабии. В мае 1941 года становится командиром новой 78-й истребительной авиационной дивизии Московского военного округа (МВО).
20 июня 1941 года дивизия, не завершив формирование, была использована при формировании 6-го истребительного авиационного корпуса (6-й иак) Московской зоны ПВО, тогда же подполковник А. И. Митенков был назначен вр. и.д. заместителя командира корпуса И. Д. Климова.
В начале Великой Отечественной войны 6-й иак ещё находился на стадии формирования, однако успешно защищал столицу от налётов немецкой авиации. А. И. Митенков лично совершал боевые вылеты. 12 июля 1941 года в составе корпуса были выделены четыре сектора обороны Москвы, А. И. Митенков назначен начальником Северного сектора (одновременно с должностью заместителя командира корпуса). Сектор определялся границами: Москва — Пушкино — Переславль-Залесский — Ростов; Москва — Истра — Старица. В него входили 27-й, 233-й и 176-й истребительные авиационные полки.
С 19 ноября 1941 года по 26 сентября 1942 года А. И. Митенков командовал 6-м иак. Кроме воздушного прикрытия Москвы, части корпуса участвовали в операциях битвы за Москву. 22 января 1942 года 6-й иак передан из ВВС МВО в войска ПВО, и стал называться 6-й истребительный авиакорпус ПВО.
С октября 1942 года по июнь 1943 года стажировался, командуя 36-й истребительной авиационной дивизией ПВО, входившей в состав того же корпуса. Дивизия действовала на Курском направлении, обеспечивая воздушное прикрытие Ельца и Курска.
9 июня 1943 года 6-й иак ПВО был преобразован в 1-ю воздушную истребительную армию ПВО (1-я ВИА), А. И. Митенков был назначен заместителем её командира А. В. Бормана. 1-я ВИА осуществляла воздушное прикрытие Москвы, военно-промышленных районов и аэродромов в границах Московского фронта ПВО (29 июня 1943 года Московский фронт ПВО преобразован в Особую Московскую армию ПВО, которая 24 декабря 1944 года была преобразована в Центральный фронт ПВО).
С апреля 1944 года по март 1945 года А. И. Митенков — командир 1-й воздушной истребительной армии ПВО. 3 марта 1945 года командующим 1-й ВИА становится С. А. Пестов, А. И. Митенков назначается его заместителем. На этой должности до конца войны.
После войны, в марте 1946 года 1-я ВИА была расформирована, А. И. Митенков назначен командиром Московского истребительного авиационного корпуса ПВО, с 1947 года — командир 19-й воздушной истребительной армии ПВО, в 1949 году окончил Военную академию Генштаба. С 1 декабря 1949 года по 1 февраля 1952 года — командующий 25-й воздушной истребительной армией ПВО (Ленинград). С 1952 года — командующий Вологодско-Горьковского района ПВО, с февраля 1954 года — начальник оперативного отдела и помощник начальника штаба Войск ПВО страны, затем заместитель по боевой подготовке командующего Московского округа ПВО. С 1963 года — заместитель начальника боевой подготовки Войск ПВО страны, с 1968 года — генерал-инспектор ПВО Инспекции по вопросам ПВО дружественных стран Управления главкома Войск ПВО страны. В 1970 году вышел в отставку.
Умер в 1978 году в Москве.

## Звания
- генерал-майор авиации — 28.09.1943
- генерал-лейтенант авиации — 03.08.1953

## Награды
- Орден Ленина (30.12.1956)[3]
- два Ордена Красного Знамени (4.03.1942, 19.11.1951)
- Ордена Кутузова 2-й степени (18.08.1945)
- Орден Отечественной войны 1-й степени (22.08.1944)
- два Ордена Красной Звезды (6.05.1946, 31.10.1967)
- Орден «Знак Почёта» (25.05.1936)
- Медаль «За боевые заслуги» (3.11.1944)
- Медаль «За оборону Москвы» — 1944
- другие медали

## Документы
- Общедоступный электронный банк документов «Подвиг Народа в Великой Отечественной войне 1941—1945 гг.» Дата обращения: 11 апреля 2013. Архивировано из оригинала 13 марта 2012 года. № в базе данных 10126143. Дата обращения: 11 апреля 2013. Архивировано 21 апреля 2013 года., 46802720. Дата обращения: 11 апреля 2013. Архивировано 21 апреля 2013 года., 46956897. Дата обращения: 11 апреля 2013. Архивировано 21 апреля 2013 года..